# Врублик Крулевски
Врублик Крулевски также Вороблик Королевский — село в Кросненском повяте Подкарпатского воеводстве Польши. Административно относится к гмине Рыманув. В 1975-1998 гг. местность входила в  Кросненское воеводство.

## История
Врублик Крулевский был основан в 1425 году под названием Тарговце. Изначально был в собственности короны под управлением саноцких старост. Основным населением села были лемки — украинский субэтнос, т.о. Врублик являл собой анклав лемковского населения среди польских сёл. В 1945 г. лемки были вывезены в СССР, а населённый пункт был заселён репатриантами с востока и жителями окружающей местности. В селе находится кирпичный особняк посреди остатков парка, полностью уничтоженного во время войны. 
В 2012 году к западу от села было начато строительство ВЭС. Электростанция состоит из 16 ветряков общей мощностью 16 МВт.

## Достопримечательности
- Костёл во Врублике Крулевском являет собой древнюю грекокатолическую церковь, основанную в 1888 году, с 1946 года — католический костёл в парафии Вознесения Девы Марии, относящейся к деканату Рыманув.[1].

## Туристические маршруты
- Веломаршрут по долине Вислока — 35 км. Изгиб: Рыманув, Ладжин, Врублик Крулевски, Врублик Шляхецки, Мильча, Бжянка, Беско, Мымонь, Сенява, Бартошув, Рыманув.

## Примечания

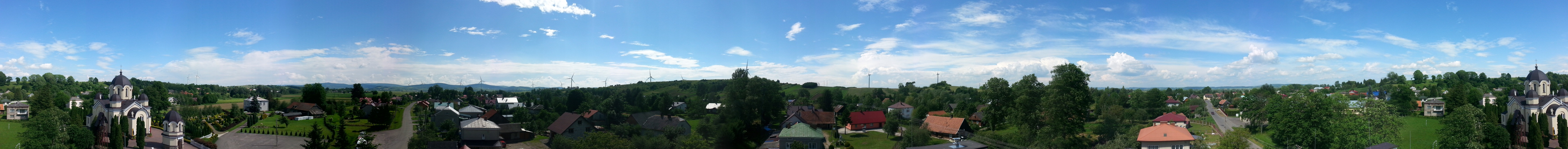
Врублик Крулевски. Панорама